# Petit Démon
Pour le film de 1937, voir Petit Démon (film, 1937).
Pour plus de détails, voir Fiche technique et Distribution.
Petit Démon (Rebecca of Sunnybrook Farm) est un film muet américain en noir et blanc, réalisé par Marshall Neilan, sorti en 1917. 
Il s'agit de l'adaptation du roman La Petite Rebecca du ruisseau ensoleillé (Rebecca of Sunnybrook Farm) écrit en 1903 par Kate Douglas Wiggin, et de la pièce de théâtre adaptée du roman en 1909 par Kate Douglas Wiggin.
Un remake sera réalisé en 1932 et 1938 (Mam'zelle vedette avec Shirley Temple.)

## Synopsis
Rebecca Randall est adoptée par ses tantes Emma Jane Perkins et Miranda Sawyer, des vieilles filles sévères, pour soulager sa mère, qui a six autres enfants à charge. Les singeries de Rebecca fatiguent ses tantes qui finissent par la mettre en pension.

Elle en revient une jeune lady et gagne le cœur d'Adam Ladd, un jeune homme bien comme il faut. Le bonheur de Rebecca est assombri lorsque sa tante Miranda décède, mais, les mois passant, elle retrouve la joie de vivre lorsque l'hypothèque sur la maison de sa mère est enfin payée et qu'elle se marie avec Adam.

## Fiche technique
- Titre : Petit Démon

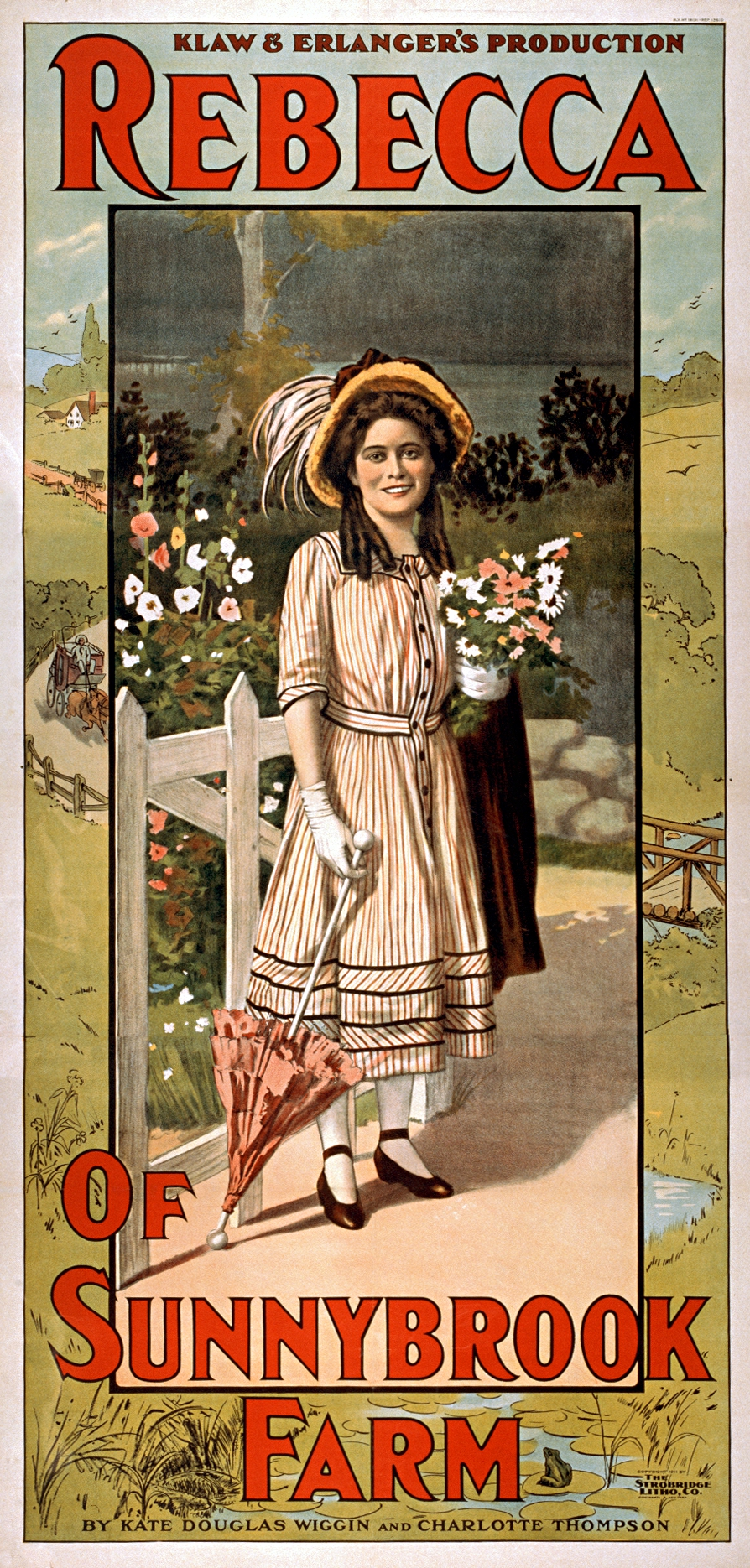
Affiche du film

- Titre original : Rebecca of Sunnybrook Farm
- Réalisation : Marshall Neilan
- Assistant : Dudley Blanchard
- Scénario : Frances Marion
  - D'après le roman La Petite Rebecca du ruisseau ensoleillé (Rebecca of Sunnybrook Farm) de Kate Douglas Wiggin (1903) et de la pièce de théâtre adaptée de ce roman par Kate Douglas Wiggin (1909)
- Direction artistique : Wilfred Buckland
- Photographie : Walter Stradling
- Société de production : Mary Pickford Film Corporation
- Société de distribution : Artcraft Pictures Corporation
- Pays de production :  États-Unis
- Langue originale : anglais américain
- Format : noir et blanc — 35 mm — 1,37:1 — film muet
- Genre : comédie dramatique
- Durée : 78 minutes
- Dates de sortie :
  - États-Unis : 22 septembre 1917
- Licence : domaine public

## Distribution
- Mary Pickford : Rebecca Randall
- Eugene O'Brien : Adam Ladd
- Helen Jerome Eddy : Hannah Randall
- Charles Ogle : M. Cobb
- Marjorie Daw : Emma Jane Perkins
- Mayme Kelso : Jane Sawyer
- Jane Wolfe : Mme Randall, la mère de Rebecca
- Josephine Crowell : Miranda Sawyer
- Jack McDonald : l révérend Jonathan Smellie
- Violet Wilkey : Minnie Smellie
- F. A. Turner : M. Simpson
- Kate Toncray : Mme Simpson
- Emily Gerdes : Clara Belle Simpson
- Wesley Barry
- Milton Berle
- Zasu Pitts